# Église de la Trinité de Kamensk-Chakhtinski
Pour les articles homonymes, voir Église de la Trinité.
L'église de la Trinité de Kamensk-Chakhtinski (en russe : Церковь Троицы Живоначальной ou Свято-Троицкая церковь) est une église paroissiale orthodoxe russe située à Kamensk-Chakhtinski, dans l'oblast de Rostov, en Russie. Elle est rattachée au doyenné Kamenskoe de l'éparchie de Chakhty (ru).

## Historique et description
La paroisse de la Trinité de Kamensk-Chakhtinski est créée en avril 1997. En 1998, elle est dotée d'un bâtiment dans lequel est installée une salle de prière. L'église ouvre en tant que telle le 9 avril 1998. Elle possède un seul autel, dédié à la sainte Trinité. Par la suite, l'église est pourvue d'un dôme, puis d'un beffroi avec de nouvelles cloches en 2003. L'édifice comporte aujourd'hui 5 dômes, un réfectoire et un clocher bas. L'architecture de l'église rappelle le style de la fin du XIXe siècle.
L'église de la Trinité possède un fragment des reliques de saint Tikhon de Zadonsk, un évêque orthodoxe de Voronej et Eretski du XVIIIe siècle considéré comme un faiseur de miracles. À l'intérieur de l'église se trouvent aussi une cantine pour les sans-abri, une école du dimanche et une boutique caritative,.

L'intérieur de l'église
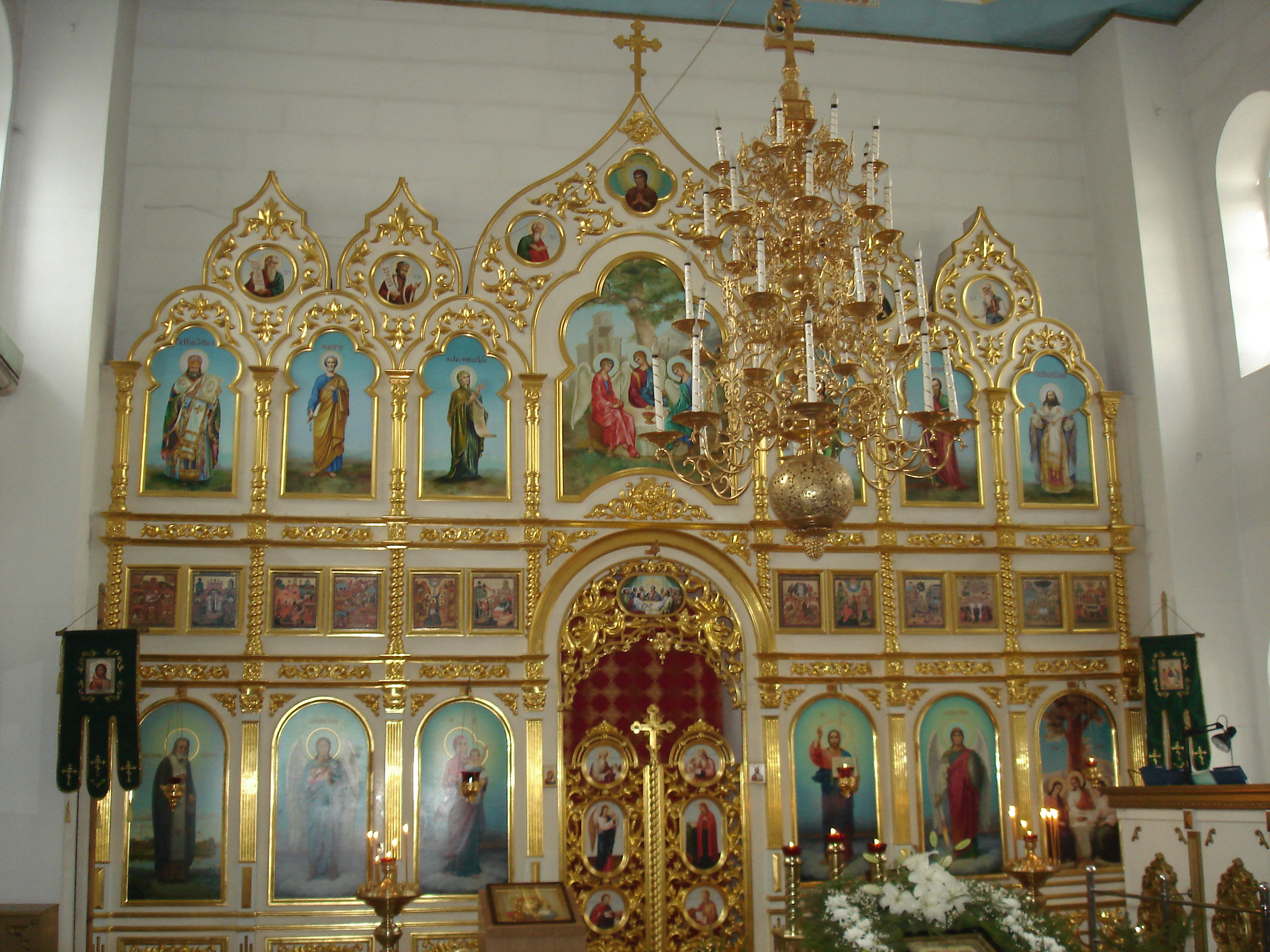
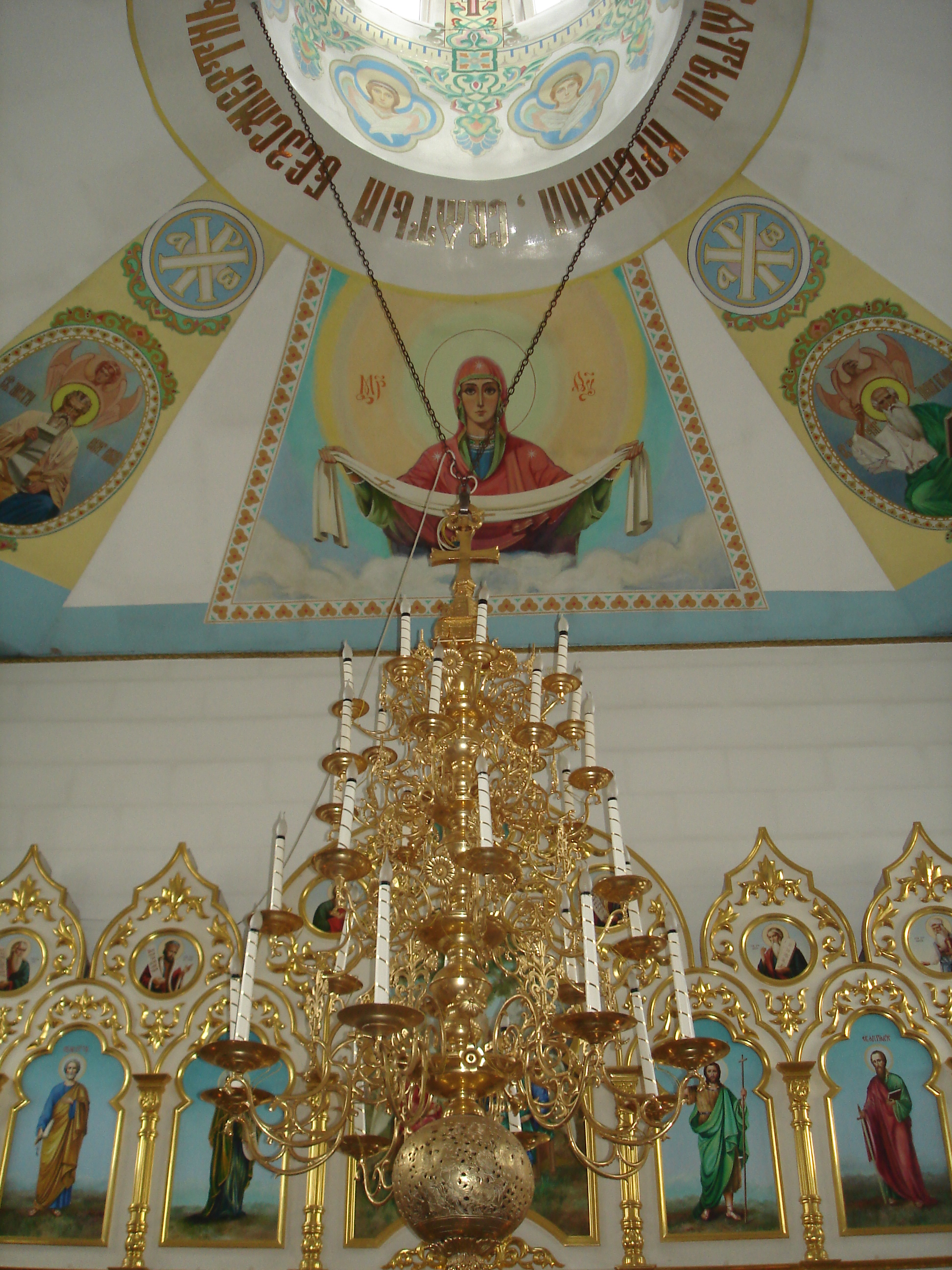
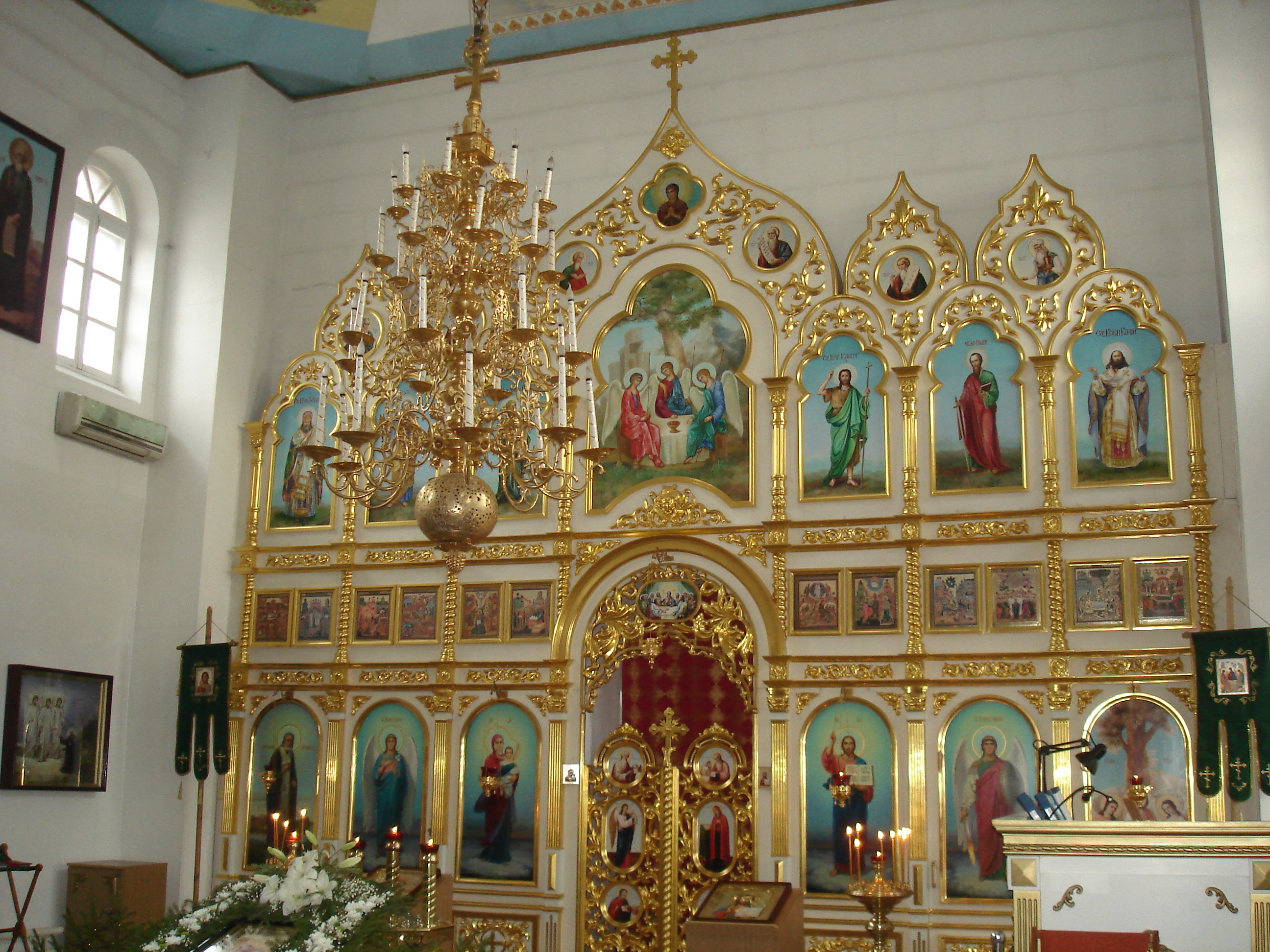